# لويس دانزيغر
لويس دانزيغر (بالإنجليزية: Louis Danziger)‏ هو مصمم جرافيك أمريكي، ولد في 17 نوفمبر 1923.